# エルネスト・バッツァーロ
エルネスト・バッツァーロ（Ernesto Bazzaro、1859年5月29日 - 1937年5月18日）はイタリアの彫刻家である。モンツァのジュゼッペ・ガリバルディの大理石像などで知られる。

## 略歴
ミラノで骨董商の息子に生まれた。兄のレオナルド・バッツァーロ(Leonardo Bazzaro:1853–1937)は画家になった。1875年にミラノのブレラ美術アカデミーに入学しアントニオ・ボルジ(Antonio Borghi)やジュゼッペ・グランディに学び、彫刻の道に進んだ。アカデミーで、同時期の学生の彫刻家のレオナルド・ビストルフィ(Leonardo Bistolfi: 1859–1933)や画家のガエターノ・プレヴィアーティ(1852-1920)と知り合った。
1881年のミラノの彫刻コンクール(concorso Luigi Canonica:彫刻家のルイジ・カノニカに因むコンクール)に13世紀の詩人、ソルデロ・ダ・ゴイトの彫像を出展し優勝した。1884年に、代表作のひとつモンツァのガリバルディの記念碑を制作した。
代表的な作品の一つ、左翼政治家、詩人のフェリーチェ・カヴァロッティ(Felice Cavallotti: 1842–1898)の像は1906年に現在のローマのピオ11世広場(Piazza Pio XI)に置かれた。フェリーチェ・カヴァロッティはガリバルディと戦った人物であるが、1933年に近傍の司祭の異議によって場所が移され、さらに1943年にミラノに移された。
弟子にはパオロ・トルベツコイ(1866-1938)やリリ・ケルツィンガー＝ヴェルト(Lilli Kerzinger-Werth: 1897-1971)、コンスタンテ・コテル(Costante Coter: 1899-1972)がいる。

## 作品

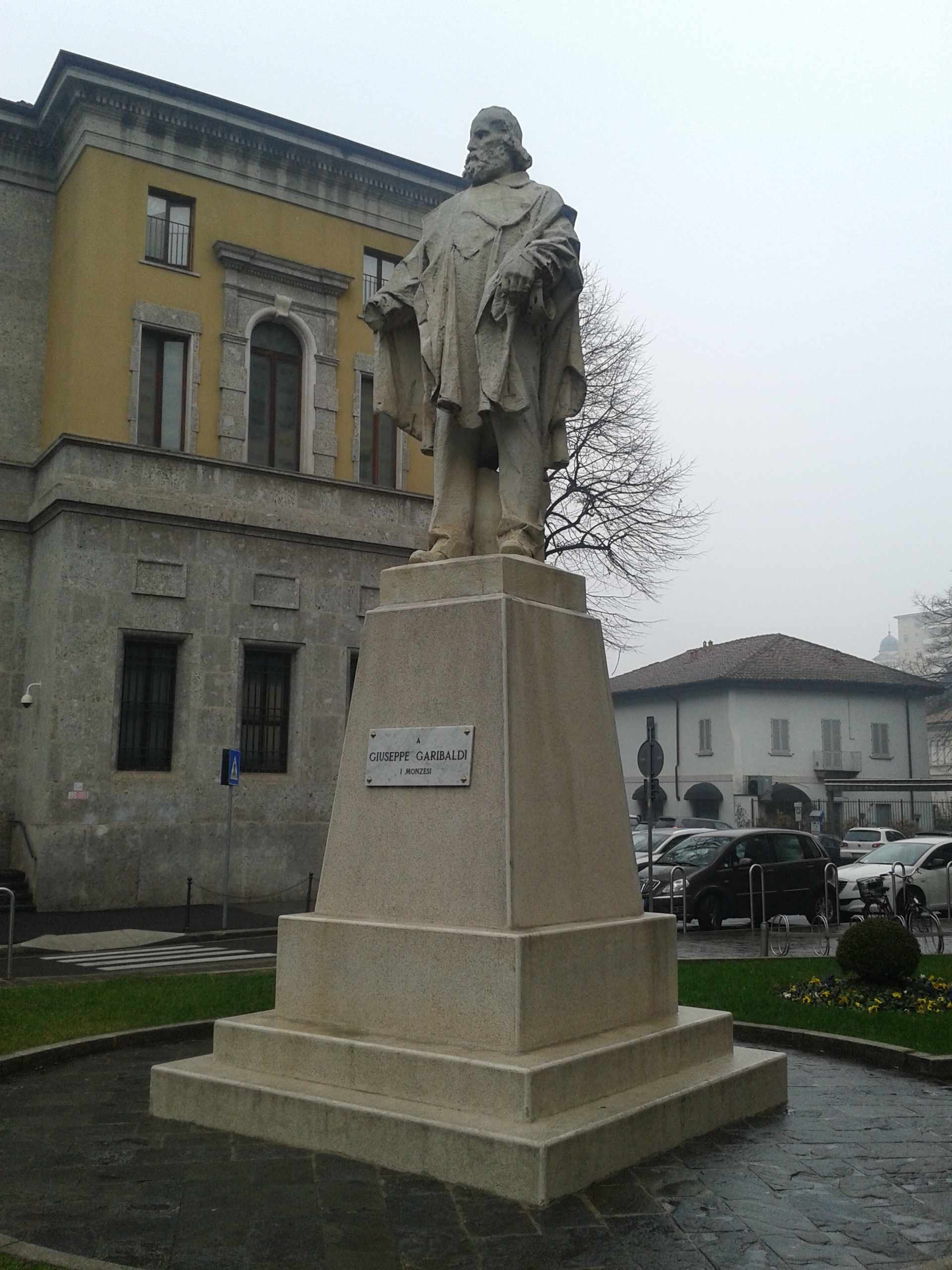
モンツァのガリバルディの記念碑
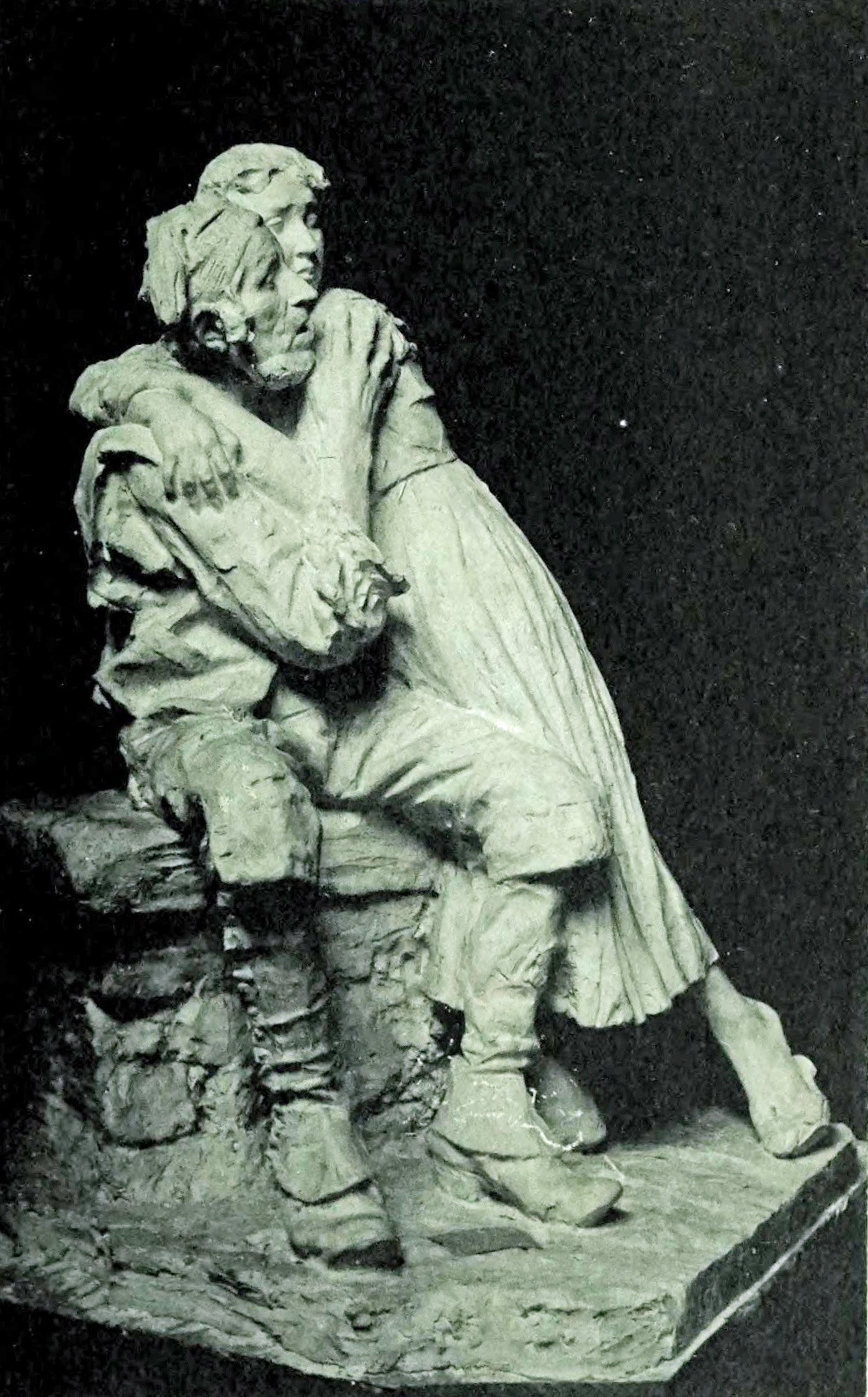
La trovatella (1891)